# 拉帕姆 (亞利桑那州)
拉帕姆（英語：Lapham）是位於美國亞利桑那州亞瓦派縣的一個非建制地區。該地的面積和人口皆未知。

## 地理
拉帕姆的座標為34°10′50″N 112°24′08″W / 34.18056°N 112.40222°W，而該地的平均海拔高度為1601米（即5253英尺）。